# Denise Petitdidier
Denise Petitdidier, née le 25 septembre 1943 à Paris et morte le 23 mai 2019 dans cette même ville, est une directrice de théâtre, une productrice de spectacle vivant et de cinéma, et une actrice française.
Elle a écrit un livre, La vie se gagne, racontant son combat contre le cancer.

## Biographie
Adolescente, elle découvre l’envers du décor du théâtre lors d’une visite des coulisses de la Comédie Française. Elle intègre par la suite une compagnie théâtrale et est amenée à remplacer le metteur en scène qui ne pouvait pas suivre une tournée. Elle poursuit comme actrice et productrice de spectacles. Elle produit notamment des films au cinéma, notamment Ce cher Victor, en 1975, premier film de Robin Davis avec Bernard Blier, Jacques Dufilho et Alida Valli, retenu en sélection officielle du Festival de Cannes 1975. Elle soutient des projets sur des thèmes peu traités au cinéma comme La Triche de Yannick Bellon, sur la bisexualité masculine.
Mais dans la même période, René Sancelme et son épouse, qui dirigent le Théâtre Daunou et la Comédie-Caumartin, la sollicitent pour travailler à leurs côtés à l'administration de leurs salles et, en 1981, à leur direction. La Comédie-Caumartin est un lieu de spectacle créé tout au début du siècle, dès 1901, et qui a plusieurs fois, été amené à fermer ses portes. S’inscrivant dans la tradition de ce lieu, consacré en bonne parties au théâtre de boulevard et à l’humour, elle y monte en particulier Reviens dormir à l’Élysée, qui reste à l’affiche neuf saisons. Elle y fait débuter également des humoristes, tels que Didier Gustin, Anne Roumanoff, Franck Dubosc, Christophe Alévêque, etc.
Elle continue également à exercer comme productrice de spectacles ou de cinéma et se retrouve en première ligne médiatique, en juin 1993, avec la présentation du spectacle de Robert Hossein, Jésus était son nom, aux États-Unis. Deux associations juives, l'ADL (Anti-Defamation League) et l'AJC (American Jewish Committee) et quelques personnalités contestent la présentation du rôle des juifs dans la mort de Jésus, dans ce spectacle. Finalement, elle choisit, au-delà du principe de la liberté artistique, de négocier quelques modifications de costumes et la mise en place d'un prologue,.
Cette même année 1993, elle reprend également la direction du théâtre Mogador qui allait fermer. Elle met en place une programmation de spectacles musicaux populaires. Elle y présente, par exemple, Cabaret, dans la mise en scène de Jérôme Savary avec Dee Dee Bridgewater et Marc Lavoine, La Belle de Cadix de Francis Lopez, A Chorus Line, la troupe de danse Alvin Ailey American Dance Theater, My Fair Lady avec Richard Chamberlain, Starmania, Hair, ou encore L'Auberge du Cheval-Blanc. Ainsi qu’une autre reprise, La Cage aux folles, dans une adaptation d'Alain Marcel, qui ne rencontre pas le succès escompté. Elle en quitte la direction en 1999.
En 1997, elle publie un livre, La vie se gagne, racontant son combat contre le cancer, mené tout en continuant à exercer ses activités.

## Théâtre

### Producteur de spectacle

#### Au théâtre Daunou
- 1993 : Le Canard à l'orange de William Douglas Home, adapté par Marc-Gilbert Sauvajon, mise en scène Pierre Mondy et Alain Lionel, avec Michel Roux et Yolande Folliot
- 1995 : Un inspecteur vous demande de John Boynton Priestley, adapté par Denise Petitdidier, mise en scène Annick Blancheteau
- 2001 : Frou-Frou les Bains de Patrick Haudecœur, mise en scène Jacques Décombe, Molière du spectacle musical en 2002

#### Au théâtre de la Comédie-Caumartin
- 1981 : Reviens dormir à l’Élysée de Jean-Paul Rouland
- 2006 : Amour et chipolatas de Jean-Luc Lemoine, mise en scène Xavier Letourneur
- 2008 : J'aime beaucoup ce que vous faites de Carole Greep, mise en scène Xavier Letourneur

#### Autres lieux
- 1977 : Porgy and Bess, de Ira Gershwin, au Palais des Congrès
- 1983 : Un homme nommé Jésus de Robert Hossein, au Dôme de Paris - Palais des Sports
- 2001 : La Souricière (Agatha Christie) de Agatha Christie, mise en scène Jean-Paul Cisife, au théâtre Hébertot [7]

## Filmographie

### Cinéma

#### Productrice de cinéma
- 1975 : Ce cher Victor de Robin Davis, sélection officielle au Festival de Cannes 1975 et au Festival international du film de San Francisco
- 1976 : Les Week-ends maléfiques du Comte Zaroff de Michel Lemoine, palme d’argent au Festival international du film de Catalogne, situé à Sitge
- 1977 : Le Portrait de Dorian Gray de Pierre Boutron, sélection officielle au Festival de Cannes 1977
- 1977 : La Menace d'Alain Corneau
- 1978 : Tire pas sur mon collant de Michel Lemoine
- 1981 : Prends ta Rolls et va pointer de Richard Balducci
- 1982 : N'oublie pas ton père au vestiaire... de Richard Balducci
- 1983 : Salut la puce de Richard Balducci
- 1983 : En cas de guerre mondiale, je file à l'étranger de Jacques Ardouin
- 1984 : La Triche de Yannick Bellon, sélection officielle au Festival international du film de Chicago (Chicago International Film Festival ou CIFF), au Festival du film de New York (New York Film Festival ou NYFF), au Festival du film de Londres (London Film Festival ou LFF, dit BFI London Film Festival) et à la Berlinale (Internationale Filmfestspiele Berlin, littéralement le Festival international du film de Berlin)
- 1985 : La Baston de Jean-Claude Missiaen
- 1987 : La Brute de Claude Guillemot
- 1988 : À notre regrettable époux de Serge Korber
- 2004 : À ce soir de Laure Duthilleul, sélection officielle au Festival de Cannes 2004
- 2011 : Gigola de Laure Charpentier, Giraldillo d'argent au Festival du Cinéma Européen de Séville[8]

#### Actrice
- 1982 : Salut la puce de Richard Balducci : la mère
- 1983 : En cas de guerre mondiale, je file à l'étranger de Jacques Ardouin : Monique
- 1997 : Je règle mon pas sur le pas de mon père de Rémi Waterhouse : la représentante
- 1998 : Lautrec de Roger Planchon : Dame Denise

#### Scénariste
- 2011 : Gigola de Laure Charpentier

### Télévision

#### Actrice
- 1973 : Les Malheurs de la comtesse (série TV) de Bernard Deflandre : la secrétaire
- 1986 : Le Canon paisible (série TV) de Stéphane Bertin : Mlle Pena

## Publication
- Denise Petitdidier, La vie se gagne, France, Le Cherche-Midi, 1997, 176 p. (ISBN 978-2-86274-521-3, lire en ligne).

## Distinction
- Chevalier de l'ordre national de la Légion d'honneur (depuis le 31 décembre 1996[9])